# Pál Béldi
Pál Béldi de Ozun (n. 1621 – d. 17 decembrie 1679, Constantinopol, Imperiul Otoman) a fost un nobil maghiar din Transilvania, care a îndeplinit funcțiile de judecător princiar și general al armatei în comitatul Trei Scaune și de comite al comitatului Solnoc-Dăbâca. A fost acuzat că ar fi încearcat să devină principe al Transilvaniei și apoi întemnițat. A murit în Fortăreața Edikule din Istanbul.

## Originea familiei
Provenea dintr-o veche familie secuiască din Transilvania. Numele familiei provenea de la localitatea Béld (aflată astăzi în Slovacia), dar titlul lor nobiliar Uzoni era preluat de la localitatea Ozun de pe teritoriul scaunelor secuiești.

## Biografie
Era fiul lui Kelemen Béldi și al Máriei Bánffy. A crescut și s-a format la curtea principelui Gheorghe Rákóczi I (1630-1648). A fost apoi, începând din 1653, nobil la curtea principelui Gheorghe Rákóczi al II-lea, devenind în 1655, judecător princiar în comitatul Trei Scaune și în anii 1656-1657 trezorier al principatului.
În 1657 a participat, în calitate de comandant al cavaleriei, la campania militară a lui Gheorghe Rákóczi al II-lea împotriva Regatului Poloniei. A fost luat prizonier de tătari, fiind eliberat din captivitate abia în iulie 1661. Ulterior, până în 1678, a fost membru al Consiliului de Stat al Principatului Transilvaniei.
A fost unul dintre cei mai de încredere consilieri ai principelui Mihai Apafi I (1660-1690). În timpul absenței lui Apafi din 1663, Béldi a fost unul dintre cei trei guvernatori ai principatului. A încercat să aplaneze conflictele între Mihály Teleki și Dénes Bánffy. S-a întors împotriva lui Teleki, după moartea lui Bánffy în 1674, iar această poziție politică s-a dovedit fatală pentru el. Dușmanii săi l-au acuzat în 1676 că ar dori să devină principe în locul lui Apafi, constituind o amenințare la viața și la tronul principelui. Prin urmare, Apafi l-a arestat în martie 1676 și l-a trimis la închisoare. A evadat de acolo la sfârșitul lui martie 1677 și a condus un atac armat împotriva lui Mihály Teleki, iar apoi, după ce încercarea sa a eșuat, a fugit în Turcia. Sultanul l-a arestat la cererea lui Apafi și l-a închis în Fortăreața Edikule, unde a murit în 1679.

## Familia
A fost căsătorit cu Zsuzsanna Vitéz, cu care are trei copii născuți anterior anului 1657:
- Kelemen, căsătorit cu Krisztina Henter și apoi cu Krisztina Kereszturi
- Dávid
- Zsuzsanna, căsătorită cu Pál Wesselényi

## Vezi și
- Castelul Béldi Pál din Budila